# Timothy Kopra
Timothy Lennart (Tim) Kopra (Austin, 9 april 1963) is een Amerikaans voormalig ruimtevaarder. 
Kopra maakte deel uit van NASA Astronautengroep 18. Deze groep van 17 ruimtevaarders begon hun training in 2000 en had als bijnaam The Bugs. 
Zijn eerste ruimtevlucht was STS-127 naar het Internationaal ruimtestation ISS met de spaceshuttle Endeavour en vond plaats op 15 juli 2009. In december 2015 volgde nog een missie naar het Internationaal ruimtestation ISS. In 2018 nam hij afscheid van NASA.
In november 2022 werd hij aangesteld als CEO van Nanoracks. Een bedrijf dat kleine satellieten vanuit ruimtestations en ruimteschepen laat wegschieten en een ruimtestation ontwikkeld.